# موزه ملی روم

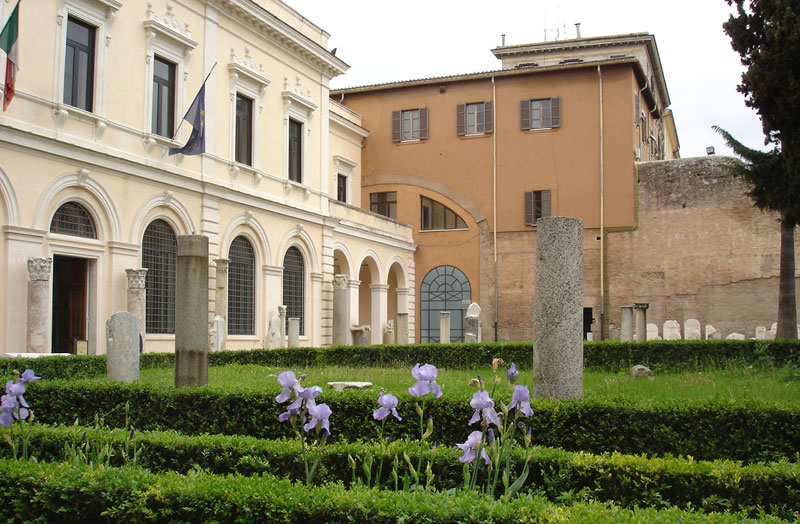
نمایی از حیاط یکی از ساختمان‌های موزه ملی روم.

موزه ملی روم (در ایتالیایی: Museo Nazionale Romano) نام یک سری از موزه‌های بهم پیوسته‌ای است که در شهر روم و در کشور ایتالیا قرار دارند. موزه ملی روم در سال ۱۸۹۰ تأسیس شد. در دوران اتحاد ایالات ایتالیا آثار هنری و تاریخی از قرن پنجم پیش از میلاد مسیح تا قرن سوم پس از میلاد مسیح در آن گردآوری شد.